# Satz von Wiener
Der Satz von Wiener (englisch Wiener’s {\displaystyle 1/f} theorem oder Wiener’s theorem) ist ein klassischer mathematischer Lehrsatz, der im Übergangsfeld zwischen den Gebieten der Harmonischen Analyse und der Funktionalanalysis angesiedelt ist. Er geht auf eine Arbeit des US-amerikanischen Mathematikers Norbert Wiener aus dem Jahre 1932 zurück und behandelt die Frage der Reihenentwicklungsfähigkeit von Kehrwerten gewisser Fourier-Reihen.

## Formulierung des Satzes
Gemäß der Darstellung des US-amerikanischen Mathematikers Sterling K. Berberian lässt sich der Satz von Wiener folgendermaßen formulieren:
Der Kehrwert einer nichtverschwindenden, absolut konvergenten trigonometrischen Reihe ist stets selbst eine absolut konvergente trigonometrische Reihe.
Es gilt also mit anderen Worten:
Ist {\displaystyle \left(a_{n}\right)_{n\in \mathbb {Z} }} eine Folge von komplexen Zahlen mit
{\displaystyle \sum _{n=-\infty }^{\infty }|a_{n}|<\infty }
und besitzt die durch
{\displaystyle f(t)=\sum _{n=-\infty }^{\infty }a_{n}e^{int}\;(t\in \mathbb {R} )}
definierte komplexwertige Funktion {\displaystyle f\colon \mathbb {R} \to \mathbb {C} } keine Nullstelle, so existiert eine Folge {\displaystyle \left(b_{n}\right)_{n\in \mathbb {Z} }} komplexer Zahlen, so dass 
{\displaystyle \sum _{n=-\infty }^{\infty }|b_{n}|<\infty }
 gilt und zugleich die mittels Kehrwertbildung entstehende Funktion {\displaystyle g\colon \mathbb {R} \to \mathbb {C} \;,\;t\mapsto g(t)={\frac {1}{f(t)}}\;(t\in \mathbb {R} )} in der Form
{\displaystyle g(t)=\sum _{n=-\infty }^{\infty }b_{n}e^{int}\;(t\in \mathbb {R} )}
darstellbar ist.

## Zu Hintergrund und Beweis
Sterling K. Berberian vollzieht in seinem Lehrbuch Lectures in Functional Analysis and Operator Theory den Beweis von I. M. Gel'fand aus dem Jahre 1941 nach und hebt in diesem Zusammenhang hervor, dass dieser Beweis Gel'fands einen frühen Triumph der funktionalanalytischen Betrachtungsweise („early triumph of the functional-analytic point of view“) darstelle. Daneben gibt es zahlreiche weitere Beweise, darunter auch einen elementaren Beweis von Donald Joseph Newman (1930–2007). Der Wienersche Satz ergibt sich ebenfalls als Korollar aus weiterreichenden Sätzen der Theorie der kommutativen Banachalgebren.